# Nutsa Buzaladze
Nutsa Buzaladze (géorgien : ნუცა ბუზალაძე), née le 28 janvier 1997, est une auteure-compositrice-interprète géorgienne. Elle est choisie pour représenter la Géorgie au Concours Eurovision de la chanson 2024.

## Jeunesse
Buzaladze est née à Tbilissi de Nino, un musicien, et Gia Buzaladze, une compositrice et chanteuse. Dès l'âge de 5 ans, elle joue au sein d'un groupe d'enfants, puis est chanteuse et guitariste principale d'un autre ensemble. Elle commence à prendre des cours de piano à l'âge de 8 ans.
Buzaladze a vécu à Los Angeles, où elle a acquis une expérience musicale, et à Dubaï, qui est sa résidence permanente depuis 2024,.

## Carrière
Buzaladze commence sa carrière solo en 2011, en participant à Georgia's Got Talent (en). En 2014, elle attire l'attention internationale en représentant la Géorgie au New Wave Music Festival organisé à Jūrmala, en Lettonie, qu'elle remporte avec 228 points. En 2015, elle remporte la version géorgienne de The X Factor.
Au cours des années suivantes, elle participe à The Voice of Turkey, Two Stars Georgia et aux versions géorgiennes de Your Face Sounds Familiar (en) et Dancing with the Stars. Nutsa Bulazadze se présente aux auditions à l'aveugle de O Ses Türkiye et son interprétation de Lady Marmalade fait se retourner les quatre juge. Elle choisit d'intégrer l'équipe de la chanteuse Hadise,. Après l'émission, elle collabore sur un morceau avec Hadise.
En 2017, Buzaladze sort la chanson White Horses Run, avec laquelle elle se classe deuxième dans la sélection géorgienne pour le Concours Eurovision de la chanson 2017. En 2019, elle sort son premier album Nutsa22, contenant des reprises de chansons géorgiennes et des compositions originales en anglais, suivi par son hit révolutionnaire Gelodebi. Peu de temps après, elle sort un single à succès en Russie.
En 2020 et 2021, elle participe à All Together Now Russia. Elle se produit à l'Exposition universelle 2020 de Dubaï, ainsi qu'au Théâtre national de Dubaï et à l'Opéra de Dubaï. Elle concourt dans la catégorie « Artistes internationaux » au concours de chanson albanaise Kënga Magjike 2021, où elle arrive deuxième.
Elle participe à la saison 2023 d'American Idol, terminant dans le top 12,. Durant l'émission, la juge Katy Perry la compare à Jennifer Lopez. Elle atteint le Top 12 et est éliminée lors de l'émission du 30 avril 2023.
Le 12 janvier 2024, elle est annoncée comme la représentante géorgienne pour le Concours Eurovision de la chanson 2024 à Malmö, en Suède. Lors de la deuxième demi-finale du 9 mai, elle se qualifie pour la finale, durant laquelle lui échoit la 21e place sur 25 participants. C'est la première fois depuis 2016 que la Géorgie parvient à se qualifier.

## Discographie

### EPs
| Titre   | Détails                                                                            |
| ------- | ---------------------------------------------------------------------------------- |
| Nutsa22 | - Sortie : 1er mai 2019 - Formats : téléchargement numérique, diffusion en continu |

### Singles
| Titre              | Année | Album ou EP |
| ------------------ | ----- | ----------- |
| White Horses Run   | 2017  | Nutsa22     |
| Nu mousmen         | 2019  |             |
| Ertad gvinda       | 2019  |             |
| Gelodebi           | 2019  |             |
| Guls rom ukvarde   | 2019  |             |
| Tetri ghame        | 2020  |             |
| Gatendes           | 2021  |             |
| Net                | 2021  |             |
| We Are One         | 2021  |             |
| Sul es aris        | 2021  |             |
| You Broke My Heart | 2021  |             |
| Let U Go           | 2022  |             |
| Alive              | 2023  |             |
| L.O.V.E            | 2023  |             |
| Firefighter        | 2024  |             |